# Christian Peythieu
Christian Peythieu, né le 12 mai 1951 à Paris 10e, est un acteur français.

## Biographie
Comédien formé au cours Tania Balachova, Théâtre hispanique à la Sorbonne puis au Conservatoire national supérieur d'art dramatique de Paris (1974-1977), classes de Pierre Debauche, Marcel Bluwal, Antoine Vitez, il débute comme acteur chez Garran, Rosner, Sobel.
Il est le frère de l'acteur Philippe Peythieu.

## Théâtre
- 1975 : Lucrèce Borgia de Victor Hugo, mise en scène Fabio Pacchioni, Festival d'Avignon
- 1977 : Coriolan de William Shakespeare, mise en scène Gabriel Garran, Festival d'Avignon, Théâtre de la Commune
- Bernard Sobel : Têtes rondes et têtes pointues de Bertolt Brecht
- Yvon Davis :Tambours dans la nuit de Bertolt Brecht
- 1978 : La Manifestation de Philippe Madral, mise en scène Jacques Rosner, Théâtre de l'Odéon
- 1980 : Du côté des îles de Pierre Laville, mise en scène Jacques Rosner, Théâtre de l'Odéon
- le Chantier-Théâtre Les fils meurent avant les pères de Thomas Brasch
- Le hibou d’après Nicolas Edme Restif de La Bretonne,
- Poussières d’Amériques d’après Richard Brautigan,
- Les aventures d’Augustin d’après les Confessions de saint Augustin,
- Le Doigt sur la plaie d’après Jules Laforgue

Il a participé aux activités de l’Aria en Corse et à Pantin, avec Robin Renucci et Jean-Yves Lazennec.
- 2008 : Voyage en Sicile, 2 pièces en un acte de Luigi Pirandello, La Fleur à la bouche et Cédrats de Sicile avec Philippe Bombled, Chantal Deruaz, Jean-Claude Frissung, Sophie Tellier, au Théâtre de l'Athénée à Paris

## Filmographie

### Cinéma
- 1976 : L'Affiche rouge de Frank Cassenti : Willy Szapiro
- 1977 : La Dentellière de Claude Goretta : un ami de François
- 1981 : La Provinciale de Claude Goretta

### Télévision
- Il a travaillé avec Raoul Sangla, Pierre Badel, Jean-Luc Léridon, Jean Kerchbron, Jean-Marc Seban, Frank Cassenti, Yves André.

## Doublage

### Cinéma

#### Films
- Garrett M. Brown dans : 
  - Kick-Ass (2010) : M. Lizewski
  - Kick-Ass 2 (2013) : M. Lizewski
- 1973[1] : L'Exorciste : Dr Taney (Robert Symonds)
- 1984[2] : Amadeus : Michael Schlumberg (Kenneth McMillan)
- 1989 : Always : « Armoire à Glace » (Keith David)
- 1989 : Pink Cadillac : Darrell (Bill Moseley)
- 1990 : Ghost : Willie Lopez (Rick Aviles)
- 1990 : Les Arnaqueurs : Hebbing (Charles Napier)
- 1991 : Les Nuits avec mon ennemi : Locke (Tony Abatemarco)
- 1992 : Horizons Lointains : un policier (Brendan Gleeson)
- 1993 : Philadelphia : Dr Armbruster (Bill Rowe)
- 1995 : Orky : Joe Pickled Trout (Ben Cardinal)
- 1996 : Peur primale : l'inspecteur Woodside (Brian Reddy)
- 1996 : Star Trek : Premier Contact : le lieutenant Reginald Barclay (Dwight Schultz)
- 1998 : Sexcrimes : l'inspecteur Bryce Hunter (Jeff Perry)
- 1998 : Babe, le cochon dans la ville : Rex, le chien (Hugo Weaving) (voix)
- 1999 : Mystery Men : Tony P. (Eddie Izzard)
- 2001 : Sam, je suis Sam : Ifty (Doug Hutchison)
- 2003 : Pirates des Caraïbes : Le Secret du coffre maudit : ? (?)
- 2004 : Mon beau-père, mes parents et moi : ? (?)
- 2011 : Bad Teacher : Dr Vogel (David Paymer)
- 2011 : 30 Minutes Maximum : M. Fisher (Gary Brichetto)
- 2011 : Footloose : M. Parker (Frank Hoyt Taylor)
- 2011 : X-Men : Le Commencement : le colonel Hendry (Glenn Morshower)
- 2018 : Pentagon Papers : ? (?)
- 2019 : Aladdin : ? (?)
- 2021 : West Side Story : ? (?)
- 2022 : Barbare : ? (?)
- 2023 : 10 jours du côté du bien (tr) : ? (?)
- 2023 : Killers of the Flower Moon : ? (?)
- 2023 : Ils étaient un seul homme : ? (?)
- 2024 : Dans le terrier du lapin blanc (it) : ? (?)

#### Films d'animation
- 1984[3] : Luck l'Intrépide[4] : Homer
- 1998 : Le Prince d'Égypte : voix additionnelles
- 1999 : South Park, le film : le ministre canadien du cinéma
- 1999[5] : Mes voisins les Yamada : voix additionnelles
- 2008 : Ponyo sur la falaise : House
- 2011 : Cars 2 : Otis
- 2014 : Astérix : Le Domaine des dieux : voix additionnelles
- 2014 : Souvenirs de Marnie : voix additionnelles
- 2016 : Zootopie : Peter Moosebridge
- 2017 : Dofus, livre 1 : Julith : voix additionnelles
- 2018 : Astérix : Le Secret de la potion magique : voix additionnelles
- 2018 : Flavors of Youth : voix additionnelles[6]
- 2022 : Ernest et Célestine : Le Voyage en Charabie : voix additionnelles

### Télévision

#### Séries télévisées
- Glenn Morshower dans (9 séries) :
  - 24 Heures chrono (2001-2009) : Aaron Pierce (49 épisodes)
  - Lie to Me (2010) : le colonel Gorman (saison 2, épisode 11)
  - NCIS : Los Angeles (2012) : Brian Adams (saison 4, épisode 2)
  - Revolution (2013) : Dan Jenkis (4 épisodes)
  - Marvel : Les Agents du SHIELD (2014) : le général Jacobs (saison 1, épisodes 21 et 22)
  - Scandal (2015) : l'amiral Hawley (saison 4, épisode 21)
  - Bloodline (2015-2016) : Wayne Lowry (10 épisodes)
  - Preacher (2017) : le prêtre Mike (saison 2, épisode 1)
  - Philip K. Dick's Electric Dreams (2018) : Ed (épisode 7)
- Troy Evans dans (4 séries) : 
  - Urgences (1994-2009) : l'officier Frank Martin (129 épisodes)
  - Division d'élite (2002-2003) : Dusty (6 épisodes)
  - Harry Bosch (2014-2021) : l'inspecteur Barrel Johnson (59 épisodes)
  - Bosch : Legacy (2022) : l'inspecteur Barrel Johnson (saison 1, épisodes 4 et 5)

- 1992-1994 : La Loi de Los Angeles : Benny Stulwicz (Larry Drake) (2e voix)
- 1993-1996 : Diagnostic : Meurtre : Norman Briggs (Michael Tucci) (85 épisodes)
- 1999-2003 : Urgences : Dr Carl Deraad (John Doman) (10 épisodes)
- 2000-2001 : Le Fugitif : le capitaine McLaren (Bob Morrisey) (5 épisodes)
- 2002-2007 : Une famille du tonnerre : Mel Powers (Mark Tymchyshyn) (15 épisodes)
- 2003 : 24 Heures chrono : Tomas (Miguel Nájera) (3 épisodes)
- 2006-2008 : Sur écoute : Melvin « Cheese » Wagstaff (Method Man) (3e voix, saisons 4 et 5), Steven Luxenberg (Robert Poletick) (7 épisodes)
- 2008-2011 : Inspecteur George Gently : China (Tony Rohr) (3 épisodes)
- 2009 : Esprits criminels : le marshal Sam Kassmeyer (D. B. Sweeney) (3 épisodes)
- 2011-2015 : Downton Abbey : M. Mason (Paul Copley) (16 épisodes)
- depuis 2015 : Trapped : Bárður (Guðjón Pedersen) (24 épisodes - en cours)
- 2017 : The Sinner : Ron Tannetti (Robert Funaro) (4 épisodes)
- 2017 : Ray Donovan : Tom (James Keach) (4 épisodes)
- 2022 : Mike : voix additionnelles (mini-série)
- 2023 : Hunters : voix additionnelles (saison 2)
- 2023 : La Cité invisible : voix additionnelles (saison 2)
- 2024 : The Day of the Jackal : Werner Leckner (Thomas Mraz (de))

#### Séries d'animation
- 1968[n 1] : Les Aventures de Batman : voix additionnelles
- 1988[n 2] : Superman[7] : Ricardo Shorts (épisode 8), l'inspecteur Henderson (épisode 10)
- 1988 : Police Academy : House
- 1988 : Le Petit Lord : M. Allec, Jefferson (1re apparition), M. Hobbs (épisode 4)
- 1992 : Beetlejuice : voix additionnelles (épisodes 90 à 92)
- Les Tiny Toons : Bob Hope, William Shatner et Porky Pig (épisode 98)
- Batman : Killer Croc (épisode 46), Mad Dog (épisodes 57 et 58), Lucius Fox (épisode 91)
- Animaniacs : M. Jenkins (épisode 42), Fritz Freleng, Malice Ovey, Superchien (épisode 91)
- Gargoyles, les anges de la nuit : le concierge (épisode 74)
- 1996-2001 : Hé Arnold ! : le principal Wartz
- 1997 : Blake et Mortimer : le professeur Miloch, le commissaire Kamal, Ernest
- 1998 : Les Dieux de l'Olympe[8] : Zeus
- 1998 : Hercule : le roi Darius (épisode 15)
- 1999-2001 : Batman, la relève : Spellbinder (2e voix)
- 2002-2005 : Jackie Chan : Dino Stefanson (épisode 51) et deux esprits du miroir (épisode 88)
- 2022 : Zootopie+ (en) : Sécurité (mini-série)
- 2025 : Léviathan (en) : voix additionnelles